# Yacht Club de Monaco
Yacht Club de Monaco (YCM) är ett monegaskiskt segelsällskap som har över 1 600 medlemmar från 66 länder och som innefattar icke-båtägare till ägare av superyachter. De sanktionerar all vattensport, som innefattar att utövarna måste ha båt för att deltaga, som sker inom furstendömet. 
Segelsällskapet har sitt ursprung från Société des Régates som grundades 1888 av fursten Karl III av Monaco och sonen Albert I av Monaco, det första sportevenemanget för motordriven vattensport som arrangerades inom Monaco, var en tävling för motorbåtar som ägde rum 1904. YCM bildades officiellt den 19 maj 1953 av fursten Rainier III av Monaco. Den regerande fursten och Rainiers son Albert II av Monaco har suttit som ordförande för YCM sedan 1984 och de som är viceordföranden är bröderna Andrea Casiraghi och Pierre Casiraghi.
Segelsällskapets nya huvudkontor börjades skissas redan 2003 av den brittiska arkitekten Norman Foster och invigdes den 20 juni 2014.  Den ligger mellan kajen Quai Louis II och gatan Boulevard Louis II, vid Port Hercule i distriktet La Condamine och precis bredvid byggnaden för hotellet Fairmont Monte-Carlo och dess berömda tunnel som används av racingbanan Circuit de Monaco när Formel 1 är i furstendömet och kör sitt årliga Monacos Grand Prix.